# Marzling
Marzling er en kommune i Landkreis Freising Regierungsbezirk Oberbayern i den tyske delstat Bayern, beliggende
ca. 4 km nordøat for Freising.

## Geografi
Kommunen fordeler sig mellem landskabet Münchner Schotterebene og det tertiære bakkeland mellem floderne Isar og Amper.
Den grænser direkte op til byområdet Freising. Marzling har ud over hovedbyen 10 landsbyer og bebyggelser Brunnhofen, Eixendorf, Goldshausen, Hangenham, Hirschau, Jaibling, Riegerau/Riedhof, Rudlfing, Stoibermühle og Unterberghausen.